# Rossfeld
Rossfeld es una localidad y comuna francesa, situada en el departamento de Bajo Rin en la región de Alsacia.

## Demografía
| 607 | 624 | 628 | 665 | 687 | 708 |
| Para los censos de 1962 a 1999 la población legal corresponde a la población sin duplicidades (Fuente: INSEE [Consultar]) |     |     |     |     |     |

## Patrimonio
- antiguo molino,
- Presbítero
- Granja de 1726
- Vía crucis, segunda mital del siglo XVIII
- Ayuntamiento, de 1867